# Teoría constructal
La teoría constructal (de optimización global en presencia de restricciones locales) explica de manera simple la complejidad de las formas que surgen en la naturaleza. Por ejemplo, la forma de un cactus hace posible que pueda subsistir en terrenos sin agua, o la de los pulmones y bronquios, que maximizan la captación del oxígeno en un volumen muy reducido, o la estructura de un árbol.
Los sistemas basados en flujos (tanto animados como inanimados) dependen, para su propia supervivencia, de su capacidad para maximizar el acceso del flujo por un lado, y por otro, de modificar su forma o morfología.
Esta teoría permite el diseño y la comprensión de sistemas naturales, disipadores térmicos, redes de comunicaciones, etc.

## Historia
La teoría constructal fue desarrollada por Adrian Bejan a finales de los 90. Bejan estuvo enseñando en el MIT hasta 1976. En la actualidad está asociado al departamento de Ingeniería Mecánica de la Universidad de Duke. Su área de investigación abarca materias como minimización de la generación de entropía, análisis de energía, condensación, convección en medios porosos, transición a la turbulencia, etc.
El término constructal es un neologismo acuñado por Bejan que procede del verbo construere (latín) y significa construir.
A diferencia de las teorías biomiméticas que reproducen las formas que aparecen en la naturaleza para utilizarlas en diseños realizados por el hombre, la teoría constructal retrocede un poco más. Se centra en los principios que rigen la aparición de esas formas (y no meramente en las formas) y los aplica al diseño de sistemas de flujos similares.
La teoría constructal explica cómo ciertos fenómenos básicos, optimizados individual y colectivamente, se pueden emplear para construir sistemas naturales más complejos, dentro de las restricciones impuestas por la física del problema en cada caso.
De acuerdo con la teoría constructal, el principio bajo el cual puede deducirse la geometría de los sistemas naturales, está constituido por la forma y la estructura optimizadas que se obtienen del análisis de ingeniería. Se trata de una teoría predictiva para la geometría y el ritmo en la naturaleza, en contraposición con las técnicas más bien descriptivas de la geometría fractal, que se ha puesto de moda en los últimos años, donde se supone una secuencia repetitiva de operaciones que genera una imagen parecida a la de un árbol con sus ramas.

## Principios
El principio fundamental de la teoría constructal sostiene que todo sistema está destinado a permanecer imperfecto. De acuerdo con esto, lo mejor que puede hacer es distribuir las imperfecciones de manera óptima. Esta distribución óptima de las imperfecciones genera la geometría o la forma del sistema estudiado.

### La Ley Constructal
Este principio fue establecido por Bejan en 1996 y dice lo siguiente:
Para que un sistema de tamaño finito persista en el tiempo (sobreviva),debe 
desarrollarse de tal manera que facilite el acceso a las corrientes 
que lo atraviesan.

### Analogías con la Termodinámica
| Termodinámica                       | Teoría Constructal                            |
| ----------------------------------- | --------------------------------------------- |
| Estado                              | Arquitectura de flujo (geometría, estructura) |
| Proceso                             | Cambio de estructura                          |
| Propiedades                         | Objetivos y restricciones globales            |
| Estado de equilibrio                | Equilibrio de la arquitectura de flujo        |
| Relación Fundamental                | Relación fundamental                          |
| Estado de restricción de equilibrio | Arquitectura no equilibrada                   |
| Eliminación de restricciones        | Incremento de la libertad de cambio           |
| Principio de energía mínima         | Maximización de acceso del flujo              |

## Logros
La teoría tiene carácter predictivo, por lo que puede ser probada experimentalmente. De hecho, ha tenido éxito prediciendo una enorme variedad de fenómenos.

Ley alométrica de la velocidad de la marcha en función de la masa corporal.

Por ejemplo, explica muchas leyes alométricas como:
- la proporción entre el ritmo metabólico {\displaystyle q_{0}} y la masa corporal {\displaystyle M} elevada a la potencia {\displaystyle 3/4} (Ley de Kleiber):

{\displaystyle q_{0}\sim M^{\frac {3}{4}}}
- la proporción entre ritmo respiratorio y cardíaco {\displaystyle t} y la masa corporal {\displaystyle M} elevada a la potencia {\displaystyle 1/4}:

{\displaystyle t\sim M^{\frac {1}{4}}}
- la proporción entre la velocidad de crucero óptima {\displaystyle V_{opt}} de un objeto volador (insecto, pájaro, aeroplano)y su masa corporal {\displaystyle M} en kg elevada a la potencia {\displaystyle 1/6}:

{\displaystyle V_{opt}\sim 30.M^{\frac {1}{6}}m.s^{-1}}
La Teoría Constructal de Bejan, también explica por qué tenemos un árbol bronquial con 23 niveles de bifurcación, además de predecir:
- las dimensiones de los sacos alveolares,
- la longitud total de las vías,
- el área total de los alveolos,
- la resistencia total del transporte del oxígeno en el aparato respiratorio.